# Mikołaj Stadnicki
Mikołaj  Stadnicki ze Żmigrodu herbu Szreniawa bez Krzyża (1446–1490) – kasztelan przemyski, wojewoda bełski. 
Syn Mikołaja, rycerza pasowanego i najwyższego łożnego królewskiego. W 1462 matka Katarzyna Stadnicka – po ponownym wyjściu za mąż za Pawła Gołuchowskiego, zapisała 1000 grzywien otrzymanych od poprzedniego męża na swojej ojcowiźnie Łysogóry, Stary Żmigród, Leszczyny Stadnickiemu i jego siostrze, Katarzynie. Stadnicki rozpoczął karierę jako dworzanin Kazimierza Jagiellończyka. 12 kwietnia 1481 otrzymał kasztelanię przemyską. Występował jako mediator, gdy krewni, synowie Zbigniewa ze Stadnik dokonywali w  1482 działu dóbr. Dn. 24 lutego 1483 pobrał ze skarbu królewskiego kwit na 30 grzywien na pokrycie kosztów poselstwa do Mołdawii, nic jednak nie wiadomo o przebiegu tej misji. W lutym 1485 był obecny na sejmie walnym w Lublinie. W 1489 otrzymał urząd wojewody bełskiego. Stadnicki zmarł 20 lipca 1490 w Krakowie. Datę jego śmierci odnotował współcześnie w swych zapiskach kasztelan rozpierski Ambroży Pampowski.
Żoną Mikołaja była Barbara córka burgrabiego krakowskiego Jana Gałki, ślub odbył się w styczniu 1468. Miał z nią trzech synów: Andrzeja, podkomorzego  przemyskiego, Stanisława, podkomorzego przemyskiego, kasztelana sanockiego i Jana.